# Syndikalistiska Arbetarfederationen
Syndikalistiska Arbetarfederationen (SAF),  syndikalistisk facklig huvudorganisation i Sverige, grundad 1929 av arbetare som var missnöjda med SAC. 1938 återuppgick organisationen i SAC. Bland organisationens kändare medlemmar återfinns arbetarförfattaren Folke Fridell.